# بخش ریچلند (شهرستان بلمونت، اوهایو)
بخش ریچلند (به انگلیسی: Richland Township) یک منطقهٔ مسکونی در ایالات متحده آمریکا است که در شهرستان بلمون، اوهایو واقع شده‌است.
 بخش ریچلند ۱۵۲٫۲ کیلومتر مربع مساحت و ۱۴٬۹۷۳ نفر جمعیت دارد و ۳۶۲ متر بالاتر از سطح دریا واقع شده‌است.